# Seženj
Séženj (tudi kláftra) je stara enota za dolžino. Enota je enaka 1,896 m in izvira iz dúnajskega séžnja 1,89648 m.Stare Dunajske merske enote  so se uporabljale do leta 1872, ko se je uvedel metrični sistem enot.
Imperialna enota seženj je kot fathom določena tudi kot 2 jarda ali 1,8288036 m (ZDA), oziroma 6 čevljev ali 1,828797 m (Združeno kraljestvo).
Seženj je tudi stara enota za prostornino, približno 3,6 m3 (glej kubični čevelj)
in za površino- 1 kvadratni klafet = 36 kvadratnih čevljev = 3,5966 m2 (glej kvadratni čevelj)

## Vir
- K. Ulrich: Die historische Entwicklung des österreichischen Maß- und Eichwesens, 100 Jahre metrisches Maßsystem in Österreich, 1972.